# Kanton Marcillat-en-Combraille
Marcillat-en-Combraille is een voormalig kanton van het Franse departement Allier. Het kanton maakte deel uit van het arrondissement Montluçon.  
Het werd opgeheven bij decreet van 27 februari 2014, met uitwerking op 22 maart 2015. Daarbij werden alle gemeenten opgenomen in het nieuwe kanton Montluçon-3

## Gemeenten
Het kanton Marcillat-en-Combraille omvatte de volgende gemeenten:
- Arpheuilles-Saint-Priest
- Durdat-Larequille
- La Celle
- La Petite-Marche
- Marcillat-en-Combraille (hoofdplaats)
- Mazirat
- Ronnet
- Saint-Fargeol
- Saint-Genest
- Saint-Marcel-en-Marcillat
- Sainte-Thérence
- Terjat
- Villebret